# Bicazu Ardelean (gmina)
Bicazu Ardelean – gmina w Rumunii, w okręgu Neamț. Obejmuje miejscowości Bicazu Ardelean, Telec i Ticoș. W 2011 roku liczyła 4473 mieszkańców.